# Batalla de Quipaipán
La batalla de Quipaipán fue un enfrentamiento militar y la decisiva librada durante la guerra civil incaica.

## Antecedentes
Conseguida la victoria en Mullihambato, el ejército atahualpista tomó Cajamarca, que convirtieron en su base de operaciones. Hasta allí se trasladó Atahualpa mientras sus generales Quizquiz y Chalcuchímac proseguían la campaña hacia el sur.
Las derrotas cuzqueñas se sucedieron hasta que Chalcuchímac sufrió un revés temporal en Tavaray pero que hizo creer a Huáscar que podía cambiar su suerte. Con el enemigo cerca del Cuzco, el Sapa Inca reorganizó sus fuerzas en tres cuerpos: uno estaba bajo su mando personal y permaneció cerca de la capital como reserva, otro lo dirigía Huanca Aunqui y debía vigilar al enemigo hasta tener la oportunidad de emboscarlo, y otro comandado por Uampa Yupanqui marchó a la llanura de Huanacopampa, pues en ese punto los atahualpistas vadeaban el río Cotabambas hacia el oeste. Hasta ese momento, tanto Atahualpa como Huáscar se habían mantenido en retaguardia o en sus capitales, dejando la dirección de las operaciones a sus generales.

## Batalla
Uampa Yupanqui consiguió derrotar a los atahualpistas y los obligó a cruzar el río de vuelta pero Huáscar no les persiguió. Prefirió quedarse en su campamento y celebrar la victoria. Al día siguiente envió a su hermano Topa Atao a seguirlos. Éste cruzó el curso fluvial, llegó a una hondonada o barranco profundo y decidió entrar pues su misión era actuar de vanguardia del Sapa Inca, pero una vez dentro fue atacado desde las laderas por los atahualpistas, resultando masacrada su tropa.
Huáscar se aproximaba, sin haber establecido comunicación con Topa Atao pero confiado de su éxito. Fue entonces cuando Chalcuchímac ordenó a Quizquiz desplazarse secretamente con 5.000 hombres para aparecer en la retaguardia. La maniobra salió a la perfección y el Inca quedó atrapado al este del río. Huáscar fue capturado cuando intentaba huir y su hueste se disperso en una turba de fugitivos. Otras fuentes dicen que lo atacaron mientras aún estaba en su campamento.

## Consecuencias
Los atahualpistas saquearon el Cuzco y destruyeron la momia del Inca Túpac Yupanqui, quien los había conquistado muchos años atrás. Después asesinaron a los hijos, hermanos y esposas de la familia de Huáscar. Atahualpa tenía todo el poder para él solo pero no pudo disfrutar la victoria. Se enteró de que un grupo de españoles al mando de Francisco Pizarro deambulaban por su imperio y decidió salir a su encuentro con 40 000 soldados, aunque solo 6000 sirvientes desarmados lo acompañarían cuando se presentara y fuera capturado. Pronto comenzaría la conquista española.
Según el historiador peruano Julio Rolando Villanueva Sotomayor, la única batalla de la guerra fue Quipaipán, que sucedió tras cinco años de tensa paz. Los siguientes dos años y medio Atahualpa se los pasó sofocando revueltas, período en el cual Tomebamba es destruida.